# George Fernandes
George Fernandes, född 3 juni 1930 i Mangalore i nuvarande Karnataka, död 29 januari 2019 i New Delhi, var en indisk politiker. Han var landets försvarsminister 1998–mars 2001 och från oktober 2001 till 2004.
Fernandes gjorde sig känd under 1970-talet som fackföreningsledare inom järnvägen. Under Indira Gandhis nationella undantagstillstånd blev han känd som regimmotståndare och satt även fängslad en period under undantagstillståndet. Vid regimskiftet 1977 utsågs Fernandes till industriminister. Under sin ministertid drev han en hård linje mot transnationella företag, och företag som Coca-Cola Company och IBM lämnade då Indien.
Vid valet 1998 tillhörde Fernandes Samata Party och blev försvarsminister i den BJP-ledda koalitionsregering som kom att sitta fram till 2004. Efter anklagelser om korruption inom försvarsdepartementet avgick Fernandes i februari 2001, men blev åter försvarsminister redan några månader senare. 2003 gick Samata Party ihop med Janata Dal (U) under det senare partiets namn. Fernandes blev partiledare.